# Robledo de Babia
Robledo de Babia (Robléu en leonés) es una localidad del municipio leonés de San Emiliano, en la Comunidad Autónoma de Castilla y León.
La iglesia está dedicada a san Juan Bautista.

## Localidades limítrofes
Confina con las siguientes localidades:
- Al este con Cospedal.
- Al sur con Riolago.
- Al suroeste con Huergas de Babia.
- Al oeste con Torre de Babia.

## Demografía
Evolución de la población
| Gráfica de evolución demográfica de Robledo de Babia entre 2000 y 2017 |
|                                                                        |
| Población de derecho (2000-2017) según el padrón municipal del INE     |

## Historia
Así se describe a Robledo de Babia en el tomo XIII del Diccionario geográfico-estadístico-histórico de España y sus posesiones de Ultramar, obra impulsada por Pascual Madoz a mediados del siglo XIX:

Lugar en la provincia de León, partido judicial de Murias de Paredes, diócesis de Oviedo, audiencia territorial y capitanía general de Valladolid, ayuntamiento de la Majua. Situado en una ladera bastante pantanosa; su clima es frío; sus enfermedades más comunes catarros y reumas. Tiene 22 casas; escuela de primeras letras; iglesia parroquial (San Juan Bautista) servida por un cura de ingreso y patronato real, y buenas aguas potables. Confina con Coospedal, Riolago, Huergas, Torre y sierras divisorias de Oviedo. El terreno es montuoso, y le fertilizan las aguas que bajan de las inmediatas alturas y confluyen con el Luna. Producciones: granos, legumbres, lino y pastos para el ganado que cría, que es lo que constituye su principal riqueza. Población: 22 vecinos, 120 almas. Contribución: con el ayuntamiento.
Diccionario geográfico-estadístico-histórico de España y sus posesiones de Ultramar